# Andrea Spezza

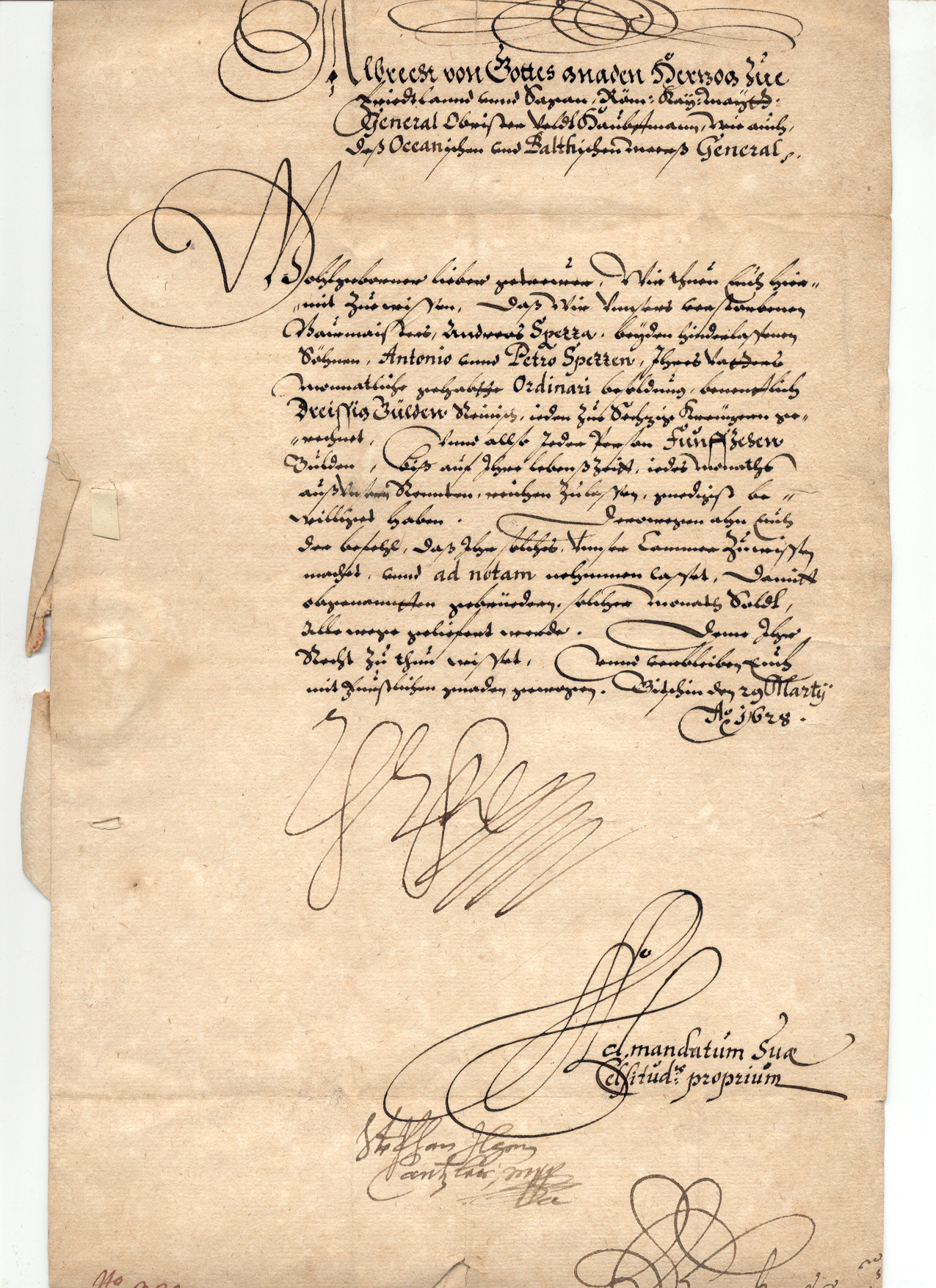
Brief Wallensteins an den Landeshauptmann von Friedland bezüglich der Fortzahlung der Bezüge seines gestorbenen Baumeisters Andrea Spezza an dessen Söhne aus dem Jahre 1628.

Andrea Spezza (andere Schreibweise Speza, * vor 1580 in Arogno; † vor dem 29. Januar 1628 in Jičín) war ein italienischer Baumeister, der insbesondere durch seine Dienste für den kaiserlichen Generalissimus Wallenstein bekannt wurde.

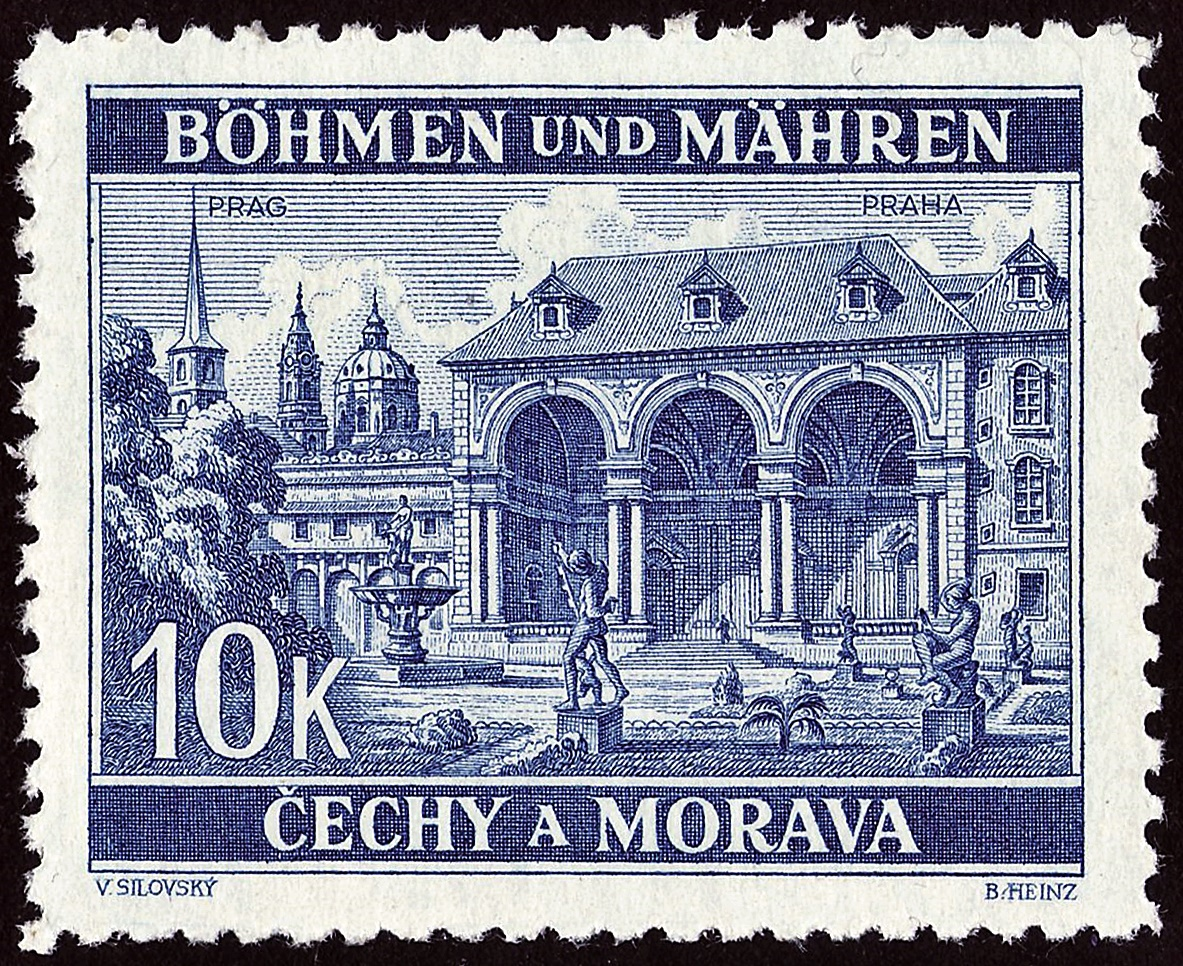
Andrea Spezza, Palais Waldstein in Prag

## Leben und Werk
Der aus Arogno im Kanton Tessin, Schweiz, stammende Spezza war der Sohn des Giovanni [Spezza]. Er hatte eine lombardische Architektenschule besucht und war von 1608 bis 1615 Baumeister von Graf Anton Günther von Oldenburg. Unter anderem wirkte er 1609 und 1615 als Nachfolger von Georg Reinhardt als leitender Architekt für den Ausbau und die Dekoration des Oldenburger Schlosses. Außerdem war er an der Gestaltung des so genannten Großen Herrengartens (Lustgarten) im damaligen Dorf Osternburg beteiligt.
1615 floh er aufgrund nicht näher bekannter Differenzen mit dem Grafen bzw. dessen „Intendanten der schönen Künste“ Hans Maes nach Prag, wo er mit seinen Brüdern 1616 Feste für Kaiser Matthias organisierte. Ab 1610 war er zudem im Auftrag der Familie Lubomirski in Polen beschäftigt und errichtete 1617 die Kamaldulenserkirche in Bielany. Er leitete in den Jahren 1615 bis 1621 den Neubau eines Schlosses, baute von 1618 bis 1621 eine Pfarrkirche und begann 1621 mit den Planungsarbeiten für die Karmelitenkirche in Wiśnicz Nowy. Seit 1623 stand er in Böhmen in Diensten Albrecht von Wallensteins und begann – wohl nach eigenem Entwurf – die Arbeiten am Palais Waldstein in Prag, das 1630 vollendet wurde. Ab 1627 war er bei Bauarbeiten des Kartäuserklosters Valdice, oder Walditz, tätig.
Weiterhin war er neben den Baumeistern Giovanni Pieroni und  Niccoló Sebregondi am Bau des Waldsteinschlosses beteiligt, eines ausgedehnten frühbarocken Komplexes mit drei Arkadenhofplätzen in der böhmischen Stadt Jičín, oder Gitschin, die Wallenstein zu einem Zentrum seines Herzogtums Friedland ausbauen ließ.

## Familie
Spezza war zweimal verheiratet:
- vor 1603 ehelichte er Elisabetta (geborene Bagutti)
- anschließend war er mit Elisabetta (geborene Mazzetti) verheiratet, einer Tochter des Giacomo Mazzetti.

Spezza hatte mindestens zwei Söhne Antonio und Pietro Spezza, die ebenfalls als Baumeister, unter anderem am Palais Waldstein, tätig waren.
Er gehört nicht zur Baumeister- und Bildhauerfamilie Spazzi aus Lanzo d’Intelvi, die vom 16. bis zum 18. Jahrhundert an vielen kirchlichen und weltlichen Bauprojekten in Österreich und Böhmen beteiligt war.

## Erinnerungskultur
1958 wurde in Osternburg der Verbindungsweg zwischen Weiden- und Zweigstrasse als Spezaweg nach Spezza benannt.